# Publili Filó
Publili Filó (en llatí: Publilius Philo) va ser una família romana d'origen plebeu, que formava part de la gens Publília, de vegades escrit Poblilia. Es deien descendents de Voleró Publili, que va ser tribú de la plebs l'any 472 aC. Un Filó va ser tribú amb potestat consolar l'any 400 aC, i un altre el 399 aC i se suposa que serien nets de Voleró Publili.
Personatges destacats de la família van ser:
- Luci Publili Filó Volsc, tribú amb potestat consolar l'any 400 aC
- Voleró Publili Filó, tribú amb potestat consolar el 399 aC
- Quint Publili Filó, cònsol el 339, 327, 320 i 315 aC